# Solta-asa-do-norte
Formigueiro-de-queixo-preto ou solta-asa-do-norte (Hypocnemoides melanopogon) é uma espécie de ave da família Thamnophilidae.
Pode ser encontrada nos seguintes países: Brasil, Colômbia, Equador, Guiana Francesa, Guiana, Peru, Suriname e Venezuela.
Os seus habitats naturais são: pântanos subtropicais ou tropicais.